# Елбанские ельники
Елбанские ельники — памятник природы регионального значения, расположенный в Маслянинском районе Новосибирской области. Площадь — 689 га. Природоохранный статус присвоен 25 февраля 1999 года.
Представляет собой ельник с сочетанием лесных, луговых и болотных элементов.

## Расположение
Памятник природы «Елбанские ельники» расположен в Маслянинском районе Новосибирской области в среднем течении реки Елбань, с северо-восточной стороны примыкает к селу Елбань.

## Флора
В «Елбанских ельниках» растут редкие для Новосибирской области, но обычные для темнохвойных лесов виды: кисличка, вороний глаз четырёхлистный, недотрога обыкновенная, майник двулистный, двулепестник альпийский, волчеягодник обыкновенный.
Виды растений из семейства орхидных: башмачок настоящий и башмачок крупноцветный.
На территории комплекса также растут лилия кудреватая, ветреница алтайская, любка двулистная и т. д.
Кустарники представлены татарской жимолостью, сибирской рябиной, сибирской бузиной, обыкновенной черёмухой.
Сочетание встречающихся в ельнике растений указывает на то, что здесь возможно сохранились природные особенности ледникового периода.
Некоторые растения занесёны в Красную книгу России и в книгу «Редкие и исчезающие растения Сибири».

## Фауна

### Птицы
На территории памятника природы обитают следующие виды хищных птиц: филин, бородатая неясыть, сплюшка, ястреб-тетеревятник, большой подорлик, длиннохвостый снегирь, дятлы (малый пёстрый, трёхпалый и чёрный), рябчик.

### Членистоногие
Летом 1998 года было выявлено более 500 видов насекомых и прочих членистоногих, в том числе занесённых в Красную книгу России (голубянка римн, аполлон и армянский шмель).